# Las aventuras de Scooby-Doo: El mapa misterioso
Las aventuras de Scooby-Doo!: El mapa misterioso es la vigésima película directa a video lanzada en 2013, de Scooby-Doo, específicamente Un cachorro llamado Scooby-Doo. En esta ocasión la película es hecha con marionetas en su totalidad.

## Voces
| Personaje      | Actor de voz original | Actor de doblaje        |
| -------------- | --------------------- | ----------------------- |
| Shaggy Rogers  | Matthew Lillard       | Arturo Mercado          |
| Scooby-Doo     | Frank Welker          | Antonio Gálvez          |
| Fred Jones     | Frank Welker          | Ricardo Mendoza         |
| Vilma Dinkley  | Stephanie D´Abruzzo   | Irene Jiménez           |
| Daphne Blake   | Grey DeLisle          | Yolanda Vidal           |
| Dra. Escobar   | Grey DeLisle          | Magda Giner             |
| Barba Rizada   | Peter Linz            | Miguel Ángel Ghigliazza |
| Scrat/Insertos | Chris Wedge           | David Silverman         |

## Titiriteros
- David Rudman como Scooby.
- Matt Vogel como Fred Jones.
- Stephanie D'Abruzzo como Velma Dinkley, Shirley.
- Alice Dinnean como Daphne Blake, el Dr. Escobar
- Peter Linz como Phantom loro, Gnarlybeard, Stu, Faro de Lou.
- Eric Jacobson como Shaggy.
- Paul McGinnis como Otros títeres.
- Scrat

### Voces Adicionales
- Julian Lavat / Noticiero
- Sergio Morel

## Datos extra
- En esta ocasión la voz de Vilma en inglés (Mindy Cohn) es sustituida por Stephanie D´Abruzzo.
- Todas las canciones fueron dobladas por Alejandro Urban.